# Hospodar
Hospodar o Gospodar és un terme d'origen eslau que significa "senyor" o "amo".
Els governants de Valàquia i Moldàvia van rebre el títol de hospodares en els escrits eslaus des del segle XV el 1866. Hospodar també s'afegia al títol de Voivoda. En romanès, es feia servir en el seu lloc al terme Domna (del llatí dominus).
Al final d'aquest període, a mesura que el títol era ostentat per un nombre cada vegada més gran de vassalls del soldà de l'Imperi Otomà, la seva possessió es va considerar inconsistent amb la independència dels principats danubians. Hospodar va ser descartat en favor de domnitor, o, en forma abreujada, domna, que va continuar sent el títol oficial dels prínceps després de la proclamació del Regne de Romania el 1881 (que no va incloure Transsilvània fins a 1918).

## Etimologia
Gospodar  (господар, господар) és un derivat de Gospodar, senyor, (que si s'escriu amb G majúscula, Gospodar, vol dir Senyor en referència a Déu).